# 1663
Cette page concerne l'année 1663  du calendrier grégorien.
L'année 1663 est une année commune qui commence un lundi.

## Événements
- 7 janvier, Inde : les Néerlandais de Rijckloff van Goens prennent Cochin aux Portugais[1].
- 13 février : les néerlandais prennent Cannanore aux Portugais[1].
- 28 juin, Japon : le shogun interdit les suicides d’accompagnement (junshi) pratiqués pour montrer sa fidélité au maître défunt[2].
- 10 octobre : établissement du séminaire des Missions étrangères de Paris pour former des missionnaires français pour l'évangélisation du Tonkin, de la Cochinchine, du Cambodge et du Siam[3].
- Novembre : le Saint-Charles mouille à Saint-Paul et débarque Louis Payen et Pierre Pau avec dix Malgaches (sept hommes et trois femmes)[4]. L'île Bourbon devient une colonie et la première base française de l'océan Indien.
- 17 décembre : à la mort de la reine du Royaume de Ndongo Nzinga (Dona Ana de Sousa), le pays est intégré à l’Angola portugaise[5].

- Tibet : Lobsang Yeshe devient cinquième panchen-lama (fin en 1737)[6]. Après la mort de son tuteur, le panchen-lama, en 1662, le dalaï-lama institue la lignée de réincarnation des panchen-lama, résidant à Tashilhunpo, près de Shigatse ; les deux lignées prendront souvent par la suite des positions politiques antagonistes.

### Amérique

Pavillon de Louis XIV en usage en Nouvelle-France à partir de 1663

- 5 février : un séisme dont l'épicentre se situe à Charlevoix secoue tout l'est de l'Amérique du Nord (2 millions de kilomètres carrés) et cause de vastes glissements de terrain le long de la rivière Saint-Maurice, de la Batiscan et du fleuve Saint-Laurent[7].
- 24 février : le Québec devient une colonie de la couronne de France[8]. Louis XIV, après avoir demandé des comptes à la Compagnie des Cent-Associés, et remarquant qu’elle n’a pas rempli son devoir d’assurer la colonisation de la Nouvelle-France, dissout la Compagnie et rattache la colonie à la Couronne : c’est la fin de 60 ans de compagnies privilégiées. Le roi intègre le Canada au domaine royal et confie le monopole du commerce à la Compagnie des Indes Occidentales en 1664.

- 9 mars : le séminaire de Saint-Sulpice de Paris acquiert l'île de Montréal et reprend l'administration de la colonie endettée de Ville-Marie[9].
- 26 mars : François de Laval fonde le Séminaire de Québec[10]. Il réussit à faire imposer la dîme pour le soutien des prêtres du clergé.
- 24 mars, Nouvelle-Angleterre : Charles II d'Angleterre octroie les Carolines à huit propriétaires[11].

- 30 avril : création du Conseil souverain, premier appareil politique donné à la Nouvelle-France, qui est élevée au statut de province française[12]. Il se compose du gouverneur et de l’intendant, de l’évêque, du procureur général et d’un nombre de conseillers qui augmentera graduellement jusqu’à concurrence de douze membres, d’abord nommés parmi les notables par le gouverneur et l’évêque, puis par le roi. Il siège pour la première fois le 18 septembre[8].

- 8 juillet : Charles II d'Angleterre accorde une charte à la colonie de Rhode Island, qui reconnaît le principe de la liberté de conscience, inconnu en Angleterre[13].

- Août : Jean-Baptiste Colbert confie la colonisation de la Guyane à la Compagnie de la France équinoxiale[14].
- 13 septembre : des serviteurs blancs sous contrats et des esclaves noirs du comté de Gloucester (Virginie) fomentent un complot pour se rendre libres[15]. Ils sont trahis et quatre d’entre eux sont exécutés.
- 22 septembre : arrivée du premier contingent des « Filles du Roi »[16]. De 1663 à 1673, environ 775 femmes acceptent l’offre du roi. La majorité s’établit « à Québec avant leur mariage, environ la moitié s’y marient puis, après une naissance, vont s’installer ailleurs dans la colonie ».
- 7 octobre : élection du premier maire de Québec, Jean-Baptiste Legardeur de Repentigny[8].

### Europe
- 29 janvier : ouverture de la diète perpétuelle de Ratisbonne[17]. Léopold Ier convoque la Diète à Ratisbonne pour solliciter une aide financière et militaire contre les Turcs. La Diète devient perpétuelle.
- 27 mars : en Angleterre, création de la guinea, pièce de 8,29 grammes d'or (21 shilling)[18].
- 13 avril : une armée ottomane quitte Edirne pour une campagne contre l'Empire[19]. Le grand vizir Ahmed Köprülü envoie 200 000 hommes en Moravie et Silésie (contre 25 000 soldats Impériaux et leurs alliés).

- 8 juin : victoire des Portugais à la bataille d'Ameixial sur les Espagnols de Don Juan d’Autriche[20].
- 11 juin, Russie : oukase mettant fin à la frappe des roubles de cuivre[21]. Retrait et rachat à bas prix de ceux qui étaient en circulation.

- 16 juillet : le parlement d’Aix-en-Provence décide l’annexion d'Avignon et du Comtat au royaume de France[22] en représailles de l’incident du 20 août 1662.
- 27 juillet : Staple Act[23]. Second Acte de navigation en Angleterre. Obligation est faite aux coloniaux d'acheter dans la métropole toutes les marchandises anglaises ou étrangères et de les faire transporter par des navires anglais. Londres devient la plaque tournante du trafic colonial européen.

- 16 août : les Turcs assiègent la forteresse de Nové Zámky[24].
- 1er septembre : traité de Nomeny ; Charles IV de Lorraine cède Marsal à Louis XIV[25].
- 25 septembre : Fazil Ahmet Köprülü prend la forteresse de Ersékujvár (aujourd'hui Nové Zámky, en Slovaquie), qui devient un pachalik[24] et menace Presbourg. Après la formation d'une grande armée impériale et plusieurs défaites sur le territoire de la Croatie actuelle les Turcs se retirent au-delà de Belgrade. Un contingent de vétérans français dirigé par Coligny participera à la campagne de 1664.

- Russie : Grigori Kotochikhine, secrétaire des affaires étrangères, livre des informations confidentielles à un diplomate suédois[26].

## Naissances en 1663
- 1er janvier : Jean Boivin, homme de lettres, érudit et traducteur français († 24 octobre 1726).
- 20 janvier : Luca Carlevarijs, architecte, mathématicien, graveur et peintre baroque italien († 12 février 1730).

- 7 mars : Tomaso Antonio Vitali, compositeur et violoniste italien († 9 mai 1745).

- 25 mars : Giovanni Odazzi, graveur et peintre italien († 6 juin 1731).

- 30 avril : Alessandro Marchesini, peintre, graveur à l'eau-forte du baroque tardif et du rococo, marchand d'art et prospecteur italien († 27 janvier 1738).

- 12 juin : Mme du Noyer, journaliste et femme de lettres française († 1719).
- 24 juin : Jean-Baptiste Massillon, homme d'Église français, évêque de Clermont.

- 16 juillet : Richard II van Orley, peintre belge († 20 juin 1732).

- 8 août : Nicola Malinconico, peintre italien († 1721).

- 20 septembre : Pirro Albergati, compositeur baroque italien († 22 juin 1735).

- 26 octobre : Giuseppe Lanzoni, médecin et antiquaire italien († 1er février 1730).

- 24 novembre : Jean-Frédéric Osterwald, théologien et pasteur suisse († 14 avril 1747).
- 24 décembre : Louis Nicolas de Neufville de Villeroy.
- Date précise inconnue :
  - Louis Laguerre, peintre français († 20 avril 1721).
  - Pietro de' Pietri, peintre italien du baroque tardif († 20 décembre 1716).
  - John Stanley (1er baronnet), homme politique irlandais († 30 novembre 1744).

## Décès en 1663
- 21 janvier : Guillaume Ribier, magistrat, collectionneur et érudit français (° 1578).
- 29 janvier : Robert Sanderson, théologien et casuiste anglais (° 19 septembre 1587).
- 23 avril : Claude Guillermet de Bérigard, philosophe français (° 15 août 1578).
- 11 mai :
  - Henri II d'Orléans (1595-1663), duc de Longueville, beau-frère de Condé, acteur important de la Fronde (° 6 avril 1595).
  - Henri de Campion, militaire et mémorialiste français (° 1613).
- 12 juin : Johann Georg von Herberstein,  prince-évêque de Ratisbonne (° 19 août 1591).
- 22 octobre : Gautier de Costes de La Calprenède, écrivain et dramaturge français (° 1609).
- 31 octobre : Théophile Raynaud, jésuite et théologien français (° 1584 ?).
- 17 décembre : Nzinga, reine guerrière du Ndongo (l'Angola d'aujourd'hui)[27].
- 27 décembre : Christine de France, duchesse de Savoie, dite Madame Royale, sœur de Louis XIII.
- 30 décembre : Anne-Élisabeth de France, fille de Louis XIV (° 18 novembre 1662).
- ? décembre : Angelo Notari, compositeur italien (° 24 janvier 1566).
- Date précise inconnue :
  - Francesco Allegrini da Gubbio, peintre baroque italien (° 1587).
  - Bihari Lal (en) (Bihârîlâl), poète indien (° 1595).
  - Balthazar Gerbier, homme de cour, diplomate, conseiller artistique, miniaturiste et architecte anglo-néerlandais (° 23 février 1592).